# Max Westphal (Tennisspieler)
Max Westphal (* 4. Juni 2003 in Paris) ist ein französischer Tennisspieler.

## Karriere
Westphal spielte bis 2021 auf der ITF Junior Tour. Während er im Einzel keine großen Erfolge erzielte, überraschte er im Doppel beim Grand-Slam-Turnier der US Open ungesetzt an der Seite von Coleman Wong die Konkurrenz und gewann den Titel. In der Jugend-Rangliste erreichte er mit Rang 24 seine höchste Notierung. Er spielte im Junior-Davis-Cup, wo er mit einem Land im Halbfinale ausschied.
Von 2020 bis 2021 spielte er einige wenige Turniere auf der niedrigsten Profi-Turnierebene, der ITF Future Tour. Einzig im Einzel konnte er sich dabei in der Tennisweltrangliste platzieren. 2021 begann er ein Studium an der Columbia University, wo er auch College Tennis spielte. Seit 2022 spielte er keine Turniere mehr.